# Alentejo
O Alentejo é uma região portuguesa situada no sudeste do país. Tem uma área de 27 330 km2 e registou em 2023 uma população de 474 701 habitantes com uma densidade populacional de 17 habitantes por km2, sendo a sétima região mais populosa de Portugal e a região mais extensa do país. 
A capital da região situa-se na cidade de Évora, aonde fica localizada a Comissão de Coordenação e Desenvolvimento Regional do Alentejo, o órgão descentralizado regional da administração pública, sendo responsável por coordenar e executar políticas de desenvolvimento regional, planificação territorial, ordenamento do território e ambiente. 
É uma das nove regiões de Portugal, constituída pelas seguintes quatro sub-regiões: 
- Alto Alentejo,
- Alentejo Central,
- Alentejo Litoral e
- Baixo Alentejo,

que se dividem em 47 municípios e em 231 freguesias. Limita a norte com o Centro, a nordeste com a região espanhola da Estremadura, a sudeste com a região espanhola da Andaluzia, a sul com o Algarve, a oeste com o Oceano Atlântico e a noroeste o Oeste e Vale do Tejo e a Península de Setúbal. 
Registou em 2022 um produto interno bruto de 10,3 mil milhões de euros, tendo assim a segunda maior economia regional do país com uma participação de cerca de 5 % da economia nacional. Em termos de PIB per capita a região regista um valor de 22 902 euros. 
O Alentejo é uma região de Portugal conhecida por sua paisagem rural e natural, clima quente e seco, quintas de produção vinícola, gastronomia tradicional, património histórico e cultural, e a famosa hospitalidade alentejana. Além disso, a região é famosa pelos seus olivais, pela produção de cortiça e pela criação de gado. É também um destino turístico popular, atraindo visitantes interessados em atividades ao ar livre, como caminhadas, ciclismo e observação de aves, bem como em desfrutar da tranquilidade e beleza da região. 

## Divisões
A região é composta por quatro sub-regiões, 47 municípios cidades:

### Sub-regiões
O Alentejo divide-se nas seguintes quatro sub-regiões:
- Alto Alentejo
- Alentejo Central
- Alentejo Litoral
- Baixo Alentejo

### Municípios
O Alentejo divide-se nos seguintes 47 municípios:

### Freguesias
O Alentejo divida-se nas seguintes freguesias:

### Cidades
O Alentejo compreende as seguintes 16 cidades:

## Demografia

### Habitantes
Segundo os censos de 2021, a atual região do Alentejo tinha 471 322 habitantes e uma densidade populacional de 17,3 hab./km².

#### Sub-regiões
O Alentejo compreende quatro sub-regiões, sendo as maiores em termos populacionais o Alentejo Central, com mais de 150 mil habitantes, e o Baixo Alentejo com mais de 110 mil habitantes.
Relativamente à densidade populacional, o Alentejo Central, com 22 hab./km2, é a sub-região mais densamente populada de todo o Alentejo, seguindo-se o Alentejo Litoral, com 18 hab./km2.
| Sub-região | Sub-região       | Sede administrativa | Habitantes (2021) | Área (km²) | Densidade populacional |
| ---------- | ---------------- | ------------------- | ----------------- | ---------- | ---------------------- |
|            | Alentejo Central | Évora               | 152 444           | 7 393      | 22                     |
|            | Alentejo Litoral | Grândola            | 96 442            | 5 308      | 18                     |
|            | Alto Alentejo    | Portalegre          | 104 923           | 6 230      | 17                     |
|            | Baixo Alentejo   | Beja                | 114 863           | 8 505      | 13                     |

#### Municípios
O Alentejo contém 47 municípios, sendo os maiores em termos populacionais Évora, com mais de 53 mil habitantes, Beja, com mais de 30 mil habitantes e Elvas e Portalegre, ambos com mais de 20 mil habitantes.

#### Cidades
O Alentejo inclui 16 cidades, sendo as maiores em termos populacionais: Évora, com perto de 47 mil habitantes; Beja, com perto de 25 mil habitantes; e Elvas, com mais de 16 mil habitantes.
Relativamente à densidade populacional, Portalegre, com 609 hab./km2, é a cidade mais densamente povoada de todo o Alentejo. Seguem-se Beja, com 326 hab./km2, e Évora, com 183 hab./km2. Estes números devem-se também ao facto de área (em km2) também ser mais reduzida comparativamente com outras da região. 
| Cidade                   | Sub-região | Sub-região       | Habitantes (2021) | Área (em km²) | Densidade populacional |
| ------------------------ | ---------- | ---------------- | ----------------- | ------------- | ---------------------- |
| Évora                    |            | Alentejo Central | 46 966            | 112,06        | 183                    |
| Beja                     |            | Baixo Alentejo   | 24 074            | 73,77         | 326                    |
| Elvas                    |            | Alto Alentejo    | 16 084            | 202,70        | 71                     |
| Portalegre               |            | Alto Alentejo    | 14 318            | 23,51         | 609                    |
| Sines                    |            | Alentejo Litoral | 13 109            | 132,42        | 99                     |
| Montemor-o-Novo          |            | Alentejo Central | 10 842            | 419,49        | 26                     |
| Vendas Novas             |            | Alentejo Central | 10 640            | 222,39        | 48                     |
| Ponte de Sor             |            | Alto Alentejo    | 10 507            | 332,82        | 31                     |
| Vila Nova de Santo André |            | Alentejo Litoral | 10 310            | 74,32         | 139                    |
| Moura                    |            | Baixo Alentejo   | 8 039             | 287,42        | 28                     |
| Santiago do Cacém        |            | Alentejo Litoral | 7 892             | 204,74        | 38                     |
| Estremoz                 |            | Alentejo Central | 7 890             | 63,9          | 123                    |
| Alcácer do Sal           |            | Alentejo Litoral | 7 733             | 888           | 8                      |
| Reguengos de Monsaraz    |            | Alentejo Central | 6 773             | 101,68        | 66                     |
| Serpa                    |            | Baixo Alentejo   | 5 601             | 443,15        | 12                     |
| Borba                    |            | Alentejo Central | 3 391             | 41,52         | 81                     |

## História
Entre 2013 e 2024, a Região do Alentejo incluiu a sub-região de Lezíria do Tejo, que neste momento pertence à nova região (NUTS II) criada em 2024, Oeste e Vale do Tejo.

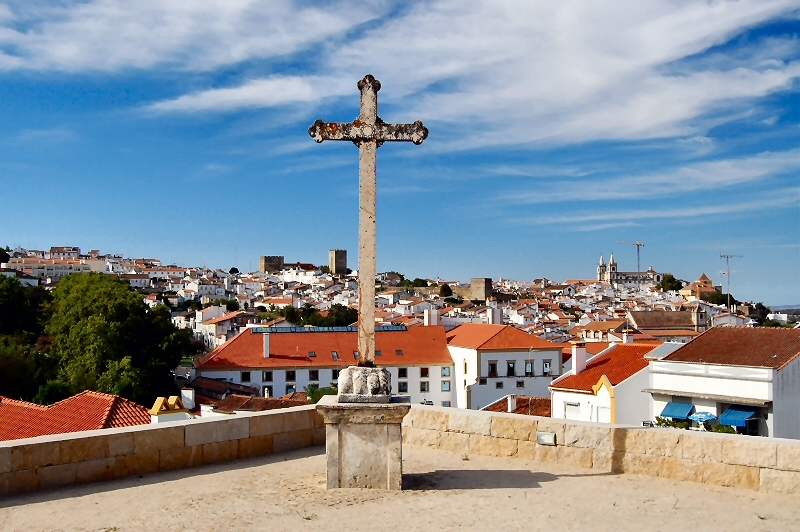
A cidade de Portalegre.

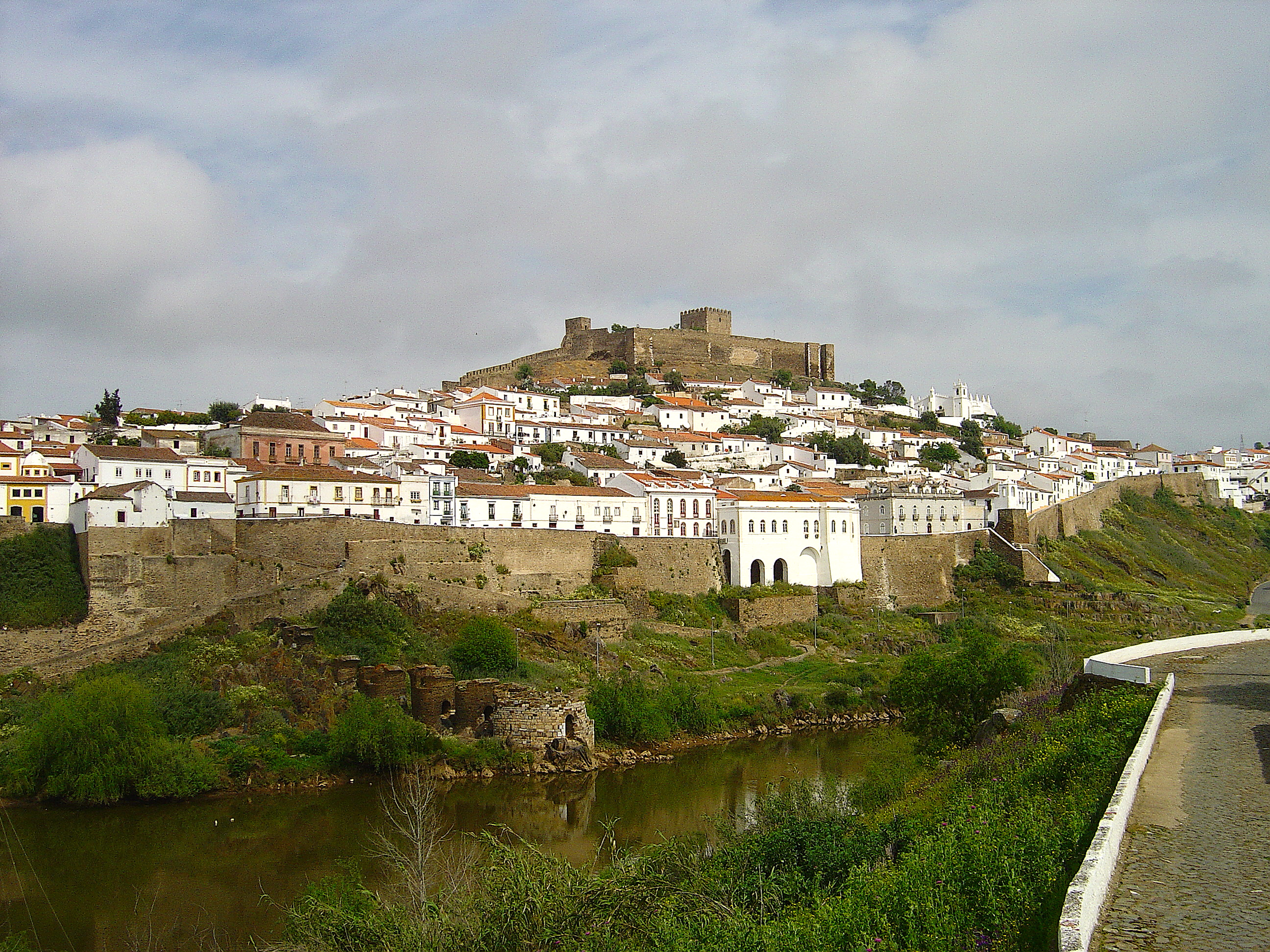
A vila de Mértola.

## A Eurocidade EUROBEC (Badajoz - Elvas - Campo Maior)

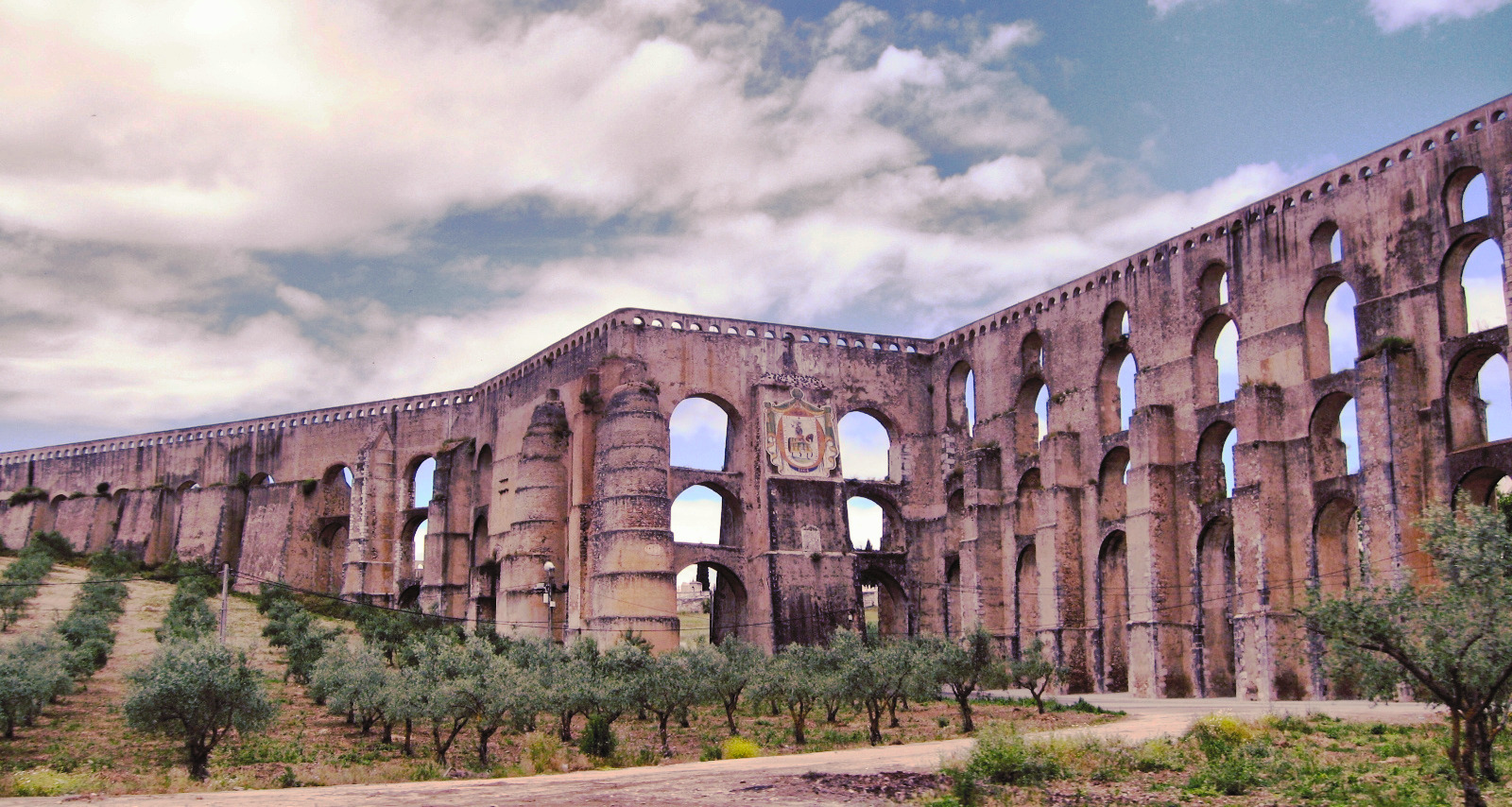
O monumental aqueduto da Amoreira, em Elvas.

A 16 de setembro de 2013, Elvas e Badajoz assinaram um protocolo de união e converteram-se na Eurocidade Elvas-Badajoz, com o objetivo de atraírem mais emprego, investimento e desenvolvimento às duas urbes, além de trabalharem em conjunto em áreas tanto culturais, como económicas, nomeadamente a nível do turismo. A eurocidade Elvas-Badajoz, é o maior aglomerado populacional da NUT II Alentejo e do interior de Portugal, com uma população de 210 487 habitantes (2014), sendo que a sua área de influência abrange cerca de 600 mil habitantes entre os dois lados da fronteira. 
Os centros urbanos de Elvas e Badajoz estão separados por apenas 8 km e ligados pela autoestrada A6 sem qualquer tipo de portagem. Existe ainda uma estrada secundária, conhecida por "Estrada da Torre de Bolsa". 
Em 2015, a Câmara Municipal de Campo Maior manifestou o seu interesse em integrar a Eurocidade e, nesse sentido, Elvas e Badajoz aprovaram a sua adesão. Com a adesão de Campo Maior, o projeto passou a designar-se EUROBEC (eurocidade Badajoz-Elvas-Campo Maior).

## Questão de Olivença
Olivença, município integrado na comunidade autónoma espanhola da Estremadura, é reivindicada por Portugal desde o século XIX, existindo uma corrente de opinião que advoga que Olivença é um concelho português do Alto Alentejo. A fronteira encontra-se por delimitar nesta área raiana.

## Regionalização
A região do Alentejo é desde sempre uma das mais favoráveis à regionalização, existindo até um movimento cívico chamado de AMALENTEJO que defende publicamente a autonomia regional da região, tal como acontece com os Açores e a Madeira.
Em 1998, realizou-se em Portugal um referendo sobre a regionalização do país. O "não" saiu vencedor, com 63,5% dos votos, exceto na região do Alentejo onde o "sim" venceu com 51%. Desde então que o Alentejo reivindica a sua autonomia regional e a formação do seu Governo e Assembleia Regional, já que a sua população assim o decidiu. 
O Alentejo justifica que só com a regionalização é possível alavancar o desenvolvimento da região, já que o Governo da República opta por uma governação centralista, centrada em Lisboa e Porto, esquecendo o interior do país. De recordar, que a região do Alentejo é das regiões onde existe menos investimento público e que tem, ao longo dos últimos anos, perdido mais população e serviços. 
Em 2021, a regionalização voltou a ser tema de debate e António Costa, prometeu que se vencesse as eleições voltaria a referendar a regionalização do país em meados de 2024.

## Economia

### Comparação com o resto do país
A região do Alentejo representa cerca de 5% das exportações nacionais e 5% da economia nacional. Graças a investimentos na agricultura, no turismo e na internacionalização tornou-se uma região competitiva. A região do Alentejo tem a quarta maior economia regional de Portugal. Mesmo que tenha só um peso de 5% na economia nacional, é hoje a região onde as pessoas têm o terceiro maior rendimento de todas as sete regiões nacionais. Em 2019, a diferença entre o rendimento por habitante da região do Alentejo, comparado com o da Área Metropolitana de Lisboa, era de cerca de 6 000 euros.

### Crise financeira
A região foi atingida pela recessão global em 2009 e pela crise da Zona Euro, em 2011 e 2012. Enquanto o PIB da região ultrapassou pela primeira vez os 11 mil milhões de euros em 2009, baixou ligeiramente em 2012 para 10,9 mil milhões de euros, em resultado da crise. A região conseguiu recuperar rapidamente para os 11 mil milhões de euros em 2014, e com um forte crescimento económico atingiu os 18 mil milhões de euros em quatro anos. Relativamente ao PIB per capita, este baixou de 15 500 € em 2010 para 14 500 € em 2012, mas devido ao forte crescimento económico conseguiu atingir os 19 000 € em 2019, aumentando assim o rendimento de cada habitante em 5 000 € nos últimos sete anos.

### Produto interno bruto
Ao longo dos anos, o produto interno bruto da região do Alentejo cresceu com a entrada na União Europeia, com os investimentos feitos na agricultura, no turismo, na educação e nas infraestruturas.

#### Evolução do PIB da região do Alentejo
Os dados dos anos de 2009 e 2019 mostram que o PIB da região do Alentejo cresceu 18%, dos 11,3 mil milhões de euros registados em 2009 para 13,4 mil milhões de euros em 2019. Ao longo dos anos, o PIB da região teve recuos, por exemplo em 2011 e 2012, onde foi registado um decréscimo perto dos 6%. A razão para o decrescimento económico foi a crise financeira. Comparado com os dados do PIB nacional, a economia regional do Alentejo estabilizou-se ao longo dos anos em 5%. Em 2015, a riqueza produzida em Portugal proveniente da Região do Alentejo correspondia a 6%, o valor mais alto. Desde aí, as outras seis regiões de Portugal têm alcançado cada vez mais relevância no PIB nacional, tornando-se mais competitivas entre elas.
| Ano               | 2001 | 2009   | 2010  | 2011  | 2012  | 2013 | 2014  | 2015  | 2016  | 2017  | 2018  | 2019  | 2020  |
| ----------------- | ---- | ------ | ----- | ----- | ----- | ---- | ----- | ----- | ----- | ----- | ----- | ----- | ----- |
| PIB               | 9,3  | 11,3   | 11,8  | 11,5  | 10,9  | 10,9 | 11,1  | 11,9  | 12,1  | 12,8  | 13,1  | 13,4  | 12,4  |
| Crescimento       | x    | +21,5% | +4,4% | -2,5% | -3,5% | 0%   | +1,8% | +7,2% | +1,6% | +5,7% | +2,3% | +2,2% | -7,5% |
| % do PIB nacional | 7,6% | 4,6%   | 5%    | 4,7%  | 5%    | 4,8% | 4,8%  | 6%    | 5,9%  | 5,8%  | 5,4%  | 5,6%  | 5,3%  |

Estatística da evolução do PIB da região do Alentejo (em mil milhões de euros)

## Turismo

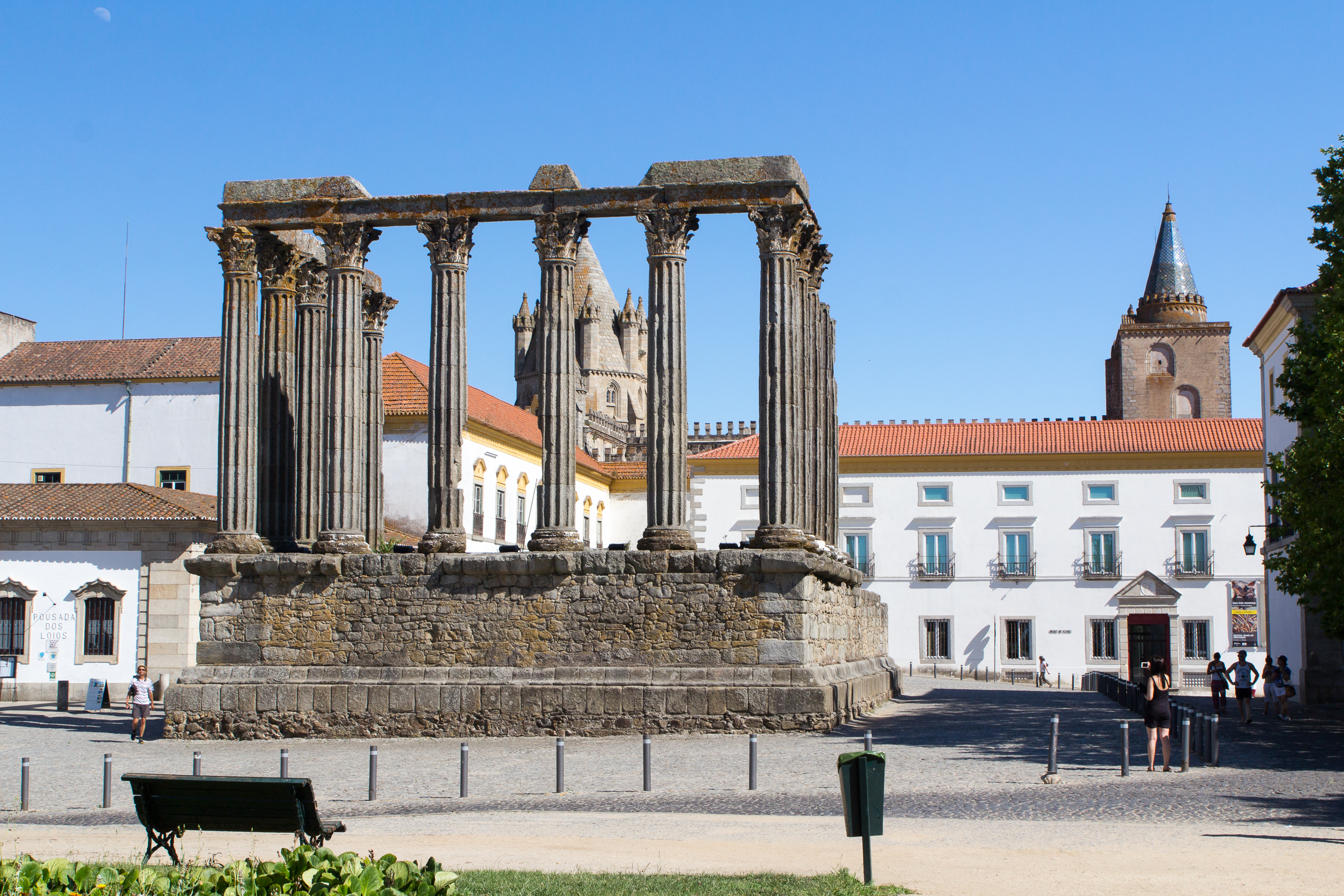
O templo romano de Évora. O centro histórico da cidade é património mundial da UNESCO.

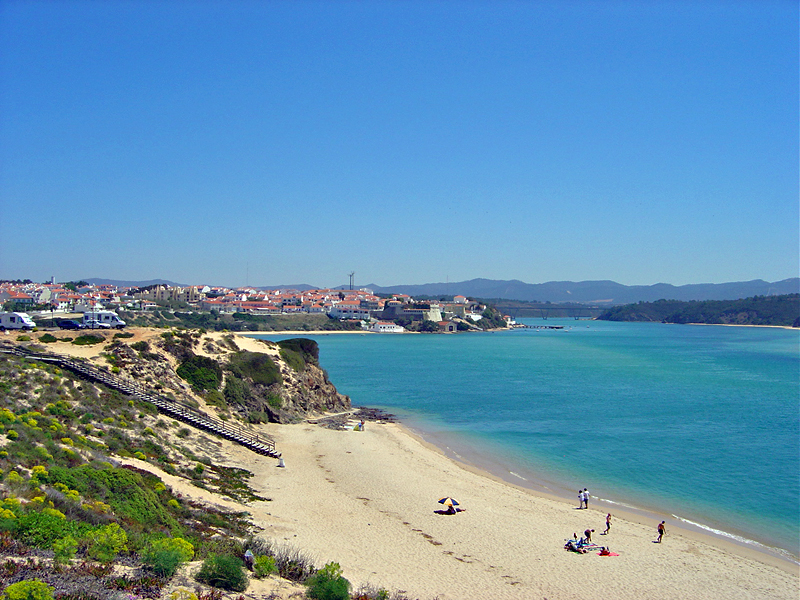
Vila Nova de Milfontes é um dos mais apreciados destinos balneares da Costa Alentejana.

O Turismo do Alentejo é gerido pela Entidade Regional de Turismo do Alentejo e Ribatejo, IP., que faz parte do Turismo de Portugal, IP. A ERT do Alentejo e Ribatejo tem a sua sede na cidade de Beja.
Os principais pontos turísticos são as duas cidades classificadas pela UNESCO como Património Mundial da Humanidade: Évora e Elvas, além do Alqueva, Monsaraz, Marvão, Castelo de Vide, Vila Viçosa e a zona do Alentejo Litoral, como Sines e Troia. Ainda assim, por toda a região se podem encontrar inúmeros pontos de interesse histórico e cultural, com realce para Beja, Mértola, Marvão e Castelo de Vide.
Em 2014, o Alentejo conquistou o título de "Melhor Região Vinícola a Visitar" no concurso mundial promovido pelo jornal USA Today.
No mesmo ano, as praias do Alentejo Litoral foram também destacadas pelo diário britânico "The Guardian" como as melhores da Europa.
Em 2015, a região bateu o recorde de dormidas de turistas internacionais, recebendo mais de meio milhão de turistas estrangeiros que pernoitaram em hotéis da região, principalmente vindos de Espanha, Reino Unido, Países Baixos, Estados Unidos, Bélgica e Brasil.
Em 2016, a atividade turística no Alentejo seguiu o balanço dos últimos sete anos e continuou a crescer no número de turistas, desta vez entre 12 a 13% comparativamente com o ano anterior, segundo dados da ERT. Relativamente a dormidas, foram registadas até outubro de 2016 perto de um milhão e meio de dormidas em unidades hoteleiras da região, havendo um aumento de turistas internacionais vindos da Alemanha e de Itália, além dos já mencionados em 2015.
Nos últimos tempos, o Alentejo tem ganho diversos prémios na área do turismo, tanto a nível nacional como internacional. Já ganhou por quatro vezes (2010, 2011, 2012 e 2013) o prémio de melhor região de turismo em Portugal.

## Saúde
Os principais hospitais da região situam-se nas cidades de Évora, Elvas, Beja, Portalegre e Santiago do Cacém. No entanto existem outros hospitais públicos e privados de menor dimensão. Atualmente, está também em construção um mega-hospital em Évora que terá o nome de Hospital Central do Alentejo e que prevê o encerramento do antigo Hospital do Espírito Santo. 
- Hospital Central do Alentejo, em Évora (em construção);
- Hospital do Espírito Santo, em Évora;
- Hospital José Joaquim Fernandes, em Beja;
- Hospital de Santa Luzia, em Elvas;
- Hospital Dr. José Maria Grande, em Portalegre;
- Hospital do Litoral Alentejano, em Santiago do Cacém;
- Hospital da Misericórdia de Évora;
- Hospital Militar Regional n.º 4, em Évora;
- Hospital de São Paulo, em Serpa;
- Hospital São João de Deus, em Montemor-o-Novo.

### Órgãos responsáveis
- ARSA — Administração Regional de Saúde do Alentejo
- ULSAAL — Unidade Local de Saúde do Alto Alentejo
- ULSBA — Unidade Local de Saúde do Baixo Alentejo
- ULSAC - Unidade Local de Saúde do Alentejo Central
- ULSLA — Unidade Local de Saúde do Litoral Alentejano
- ACES Alentejo Central — Agrupamento de Centros de Saúde do Alentejo Central
- ACES Alto Alentejo — Agrupamento de Centros de Saúde do Alto Alentejo
- ACES Litoral Alentejano - Agrupamento de Centros de Saúde do Litoral Alentejano
- ACES Baixo Alentejo — Agrupamento de Centros de Saúde do Baixo Alentejo

## Estabelecimentos prisionais
- Estabelecimento Prisional de Évora
- Estabelecimento Prisional de Beja
- Estabelecimento Prisional de Elvas
- Estabelecimento Prisional de Pinheiro da Cruz em Grândola
- Estabelecimento Prisional de Odemira (exclusivo feminino)

Todos os 5 estabelecimentos prisionais do Alentejo têm a classificação de Alta Segurança, sendo que o de Pinheiro da Cruz é o que detém o nível de complexidade de gestão elevada, enquanto os outros 4 se encontram no grau médio de complexidade de gestão. Quanto a capacidade, os 5 estabelecimentos têm capacidade para um total de 951 reclusos distribuídos da seguinte forma: Pinheiro da Cruz - Grândola (645), Beja (162), Odemira (56), Elvas (53) e Évora (35). 

## Infraestruturas
O Alentejo dispõe de uma grande rede de autoestradas que percorrem a região, ligando várias cidades; a ferrovia, que liga as cidades alentejanas com cidades de regiões circundantes; o Porto de Sines, um dos portos mais importantes de Portugal; e o Aeroporto de Beja, uma infraestrutura estratégica para a região.

### Rodovia

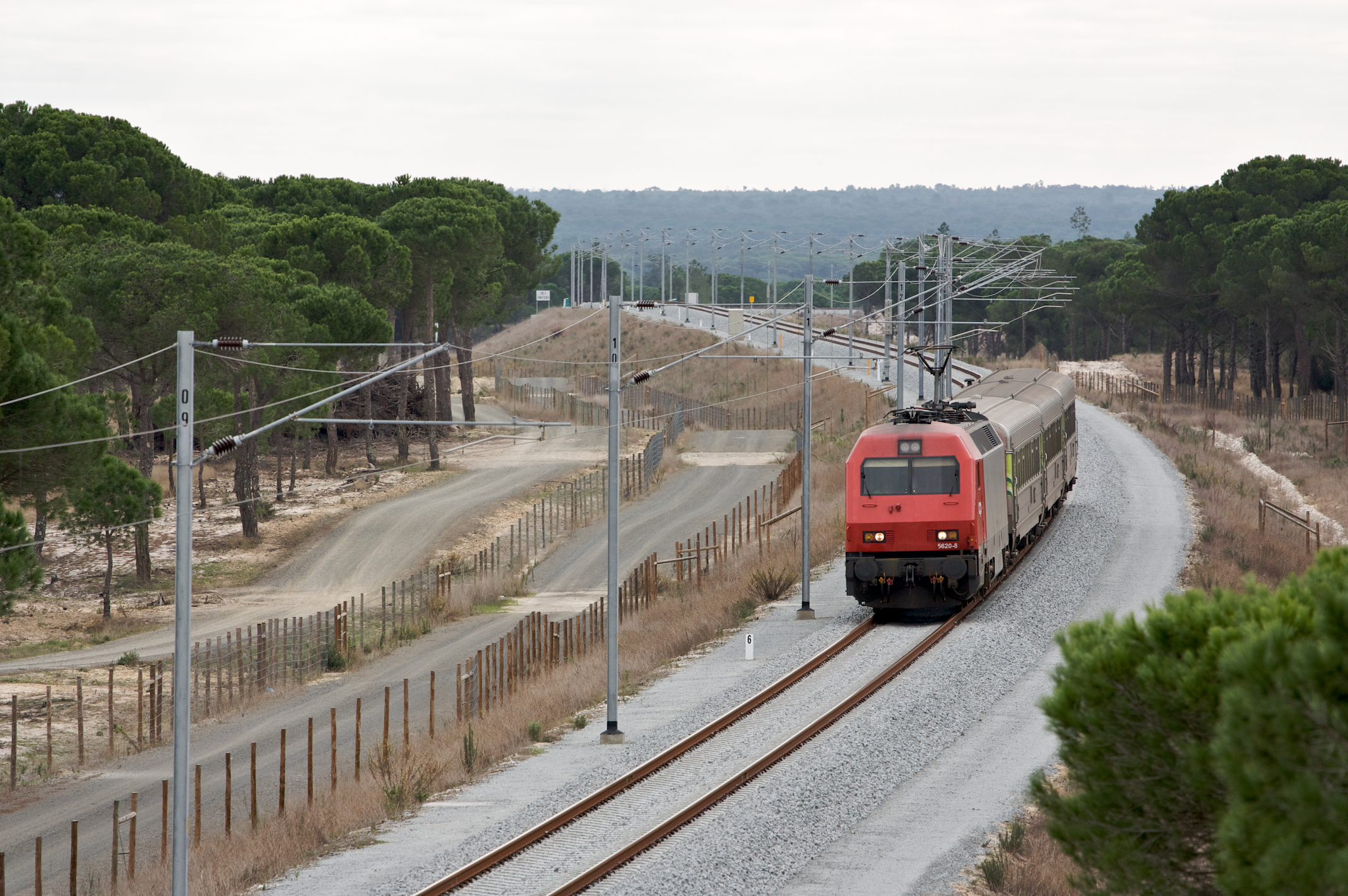
Um comboio da CP Longo Curso a fazer a ligação entre Lisboa e Faro, percorrendo o município de Alcácer do Sal, no Alentejo Litoral.

Com uma extensão de mais de 400 km, as autoestradas na região alentejana percorrem a região de norte a sul, de oeste a leste, ligando as cidades e regiões circundantes. A região dispõe de cinco autoestradas, que percorrem todas as sub-regiões alentejanas e ligam umas às outras.
A A2, conhecida também como a Autoestrada do Sul, liga a cidade de Lisboa, na Área Metropolitana de Lisboa, a Albufeira, no Algarve, tendo uma extensão total de 240 km, ligando todo o sul de Portugal e uma grande parte na região alentejana, percorrendo dentro do Alentejo mais de 150 km. Liga todo o litoral alentejano, desde o começo, no município de Alcácer do Sal, e acaba no município de Odemira, onde entra na região algarvia. É uma autoestrada estratégica, conectando a capital com o sul de Portugal, sendo uma das principais vias de comunicação entre o sul e o centro do país.
A A6, conhecida também como a Autoestrada do Alentejo Central, liga a Área Metropolitana de Lisboa à cidade de Badajoz, localizada na região espanhola da Estremadura, tendo uma extensão total de 158 km, ligando o oeste com o leste da região e do país, percorrendo em toda a sua extensão a região alentejana. Começa no município de Vendas Novas, perto da fronteira com a Área Metropolitana de Lisboa, e tem o seu término no município de Elvas, onde entra em Espanha, passando por Évora.
A A26, conhecida também como Autoestrada do Baixo Alentejo, conecta a A2 ao Baixo Alentejo e à cidade de Beja, criando assim uma ligação direta da capital do Baixo Alentejo à Área Metropolitana de Lisboa e ao Algarve. Tem uma extensão total de 22 km, ligando o interior com o litoral alentejano.
A A26-1, conhecida também como Autoestrada de Sines, liga a costa alentejana, no Alentejo Litoral, desde a cidade de Sines, à cidade de Vila Nova de Santo André, tendo uma extensão total de 9 km.
Em 2025, o governo anunciou que está em estudo a ligação da A6 à A23 de forma a conectar Portalegre por autoestrada, sendo esta a única capital de distrito do país que não tem até à data uma ligação por autoestrada. Desconhece-se ainda se a ligação entre as duas autoestradas será com o trajeto Portalegre - Campo Maior - Elvas (onde já existe a A6 e aproveitando assim para fazer uma nova ligação à muito reivindicada entre Portalegre e Elvas, as duas maiores cidades do Alto Alentejo) ou se invés irá conectar a A23 com a A6 através de Portalegre - Monforte - Estremoz. 

### Ferrovia
A rede ferroviária na região alentejana dispõe de várias linhas, que ligam cidades e sub-regiões com regiões ao seu redor e com Espanha. A Linha do Leste liga a cidade de Abrantes, situada no Médio Tejo, pertencendo à região do Centro, com a cidade de Elvas. Localiza-se no Alto Alentejo e segue até Badajoz, oferecendo assim uma ligação direta de Espanha com a região do Centro, passando pela região alentejana. Os comboios dos serviços regionais, que percorrem essa linha, oferecem um serviço ferroviário aos municípios ao longo da linha ferroviária. Já a Linha de Évora, faz a conexão entre o Pinhal Novo, situado na Área Metropolitana de Lisboa, e Évora, percorrendo os municípios de Vendas Novas e Montemor-o-Novo e, continuando pela Linha do Alentejo, também com a cidade de Beja, percorrendo os municípios de Viana do Alentejo, Alvito e Cuba.
A Linha do Sul liga o centro de Lisboa com Tunes, no Algarve, percorrendo o litoral alentejano e os municípios de Alcácer do Sal, Grândola e Odemira, criando assim uma ligação ferroviária desde a Área Metropolitana de Lisboa até ao Algarve, percorrendo os municípios alentejanos.
A Linha de Alta Velocidade Lisboa-Madrid será a primeira linha de alta velocidade de Portugal, percorrendo a região alentejana pela totalidade dentro do país, ligando no futuro as duas capitais da Península Ibérica, Lisboa e Madrid. Estão a ser construídos mais de 100 km de nova linha ferroviária entre as cidades de Évora e Elvas.

### Transportes públicos

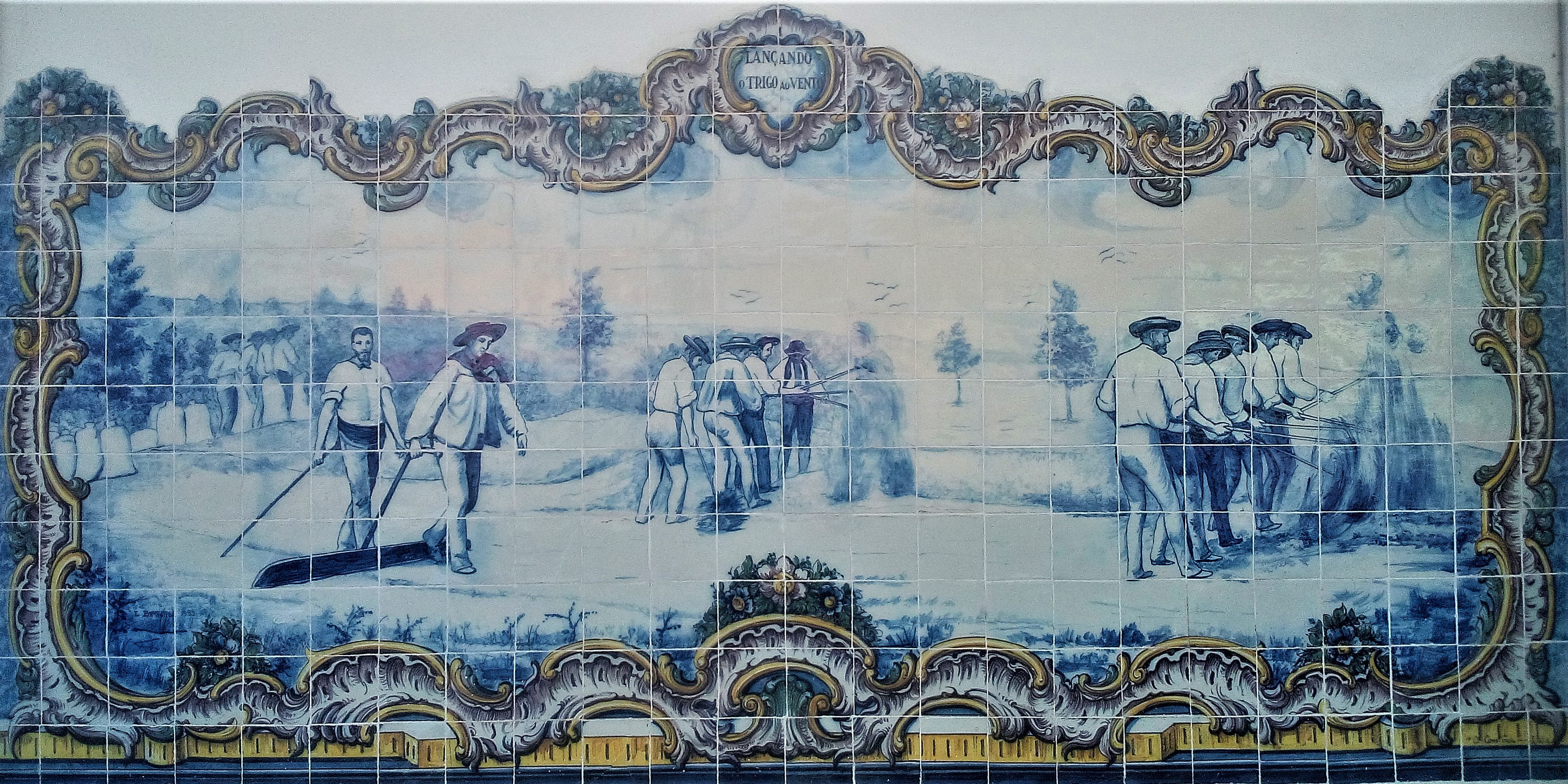
Quotidiano rural alentejano representado num painel de azulejos na estação ferroviária de Elvas.

A principal rede de transportes públicos no Alentejo é a Rodoviária do Alentejo, que se dedica à prestação de serviços rodoviários interurbanos e de longo curso, ligando a região até Castelo Branco, Abrantes, Badajoz ou Lisboa. Dispõe ainda de concessões de longo curso para todo o país através da marca "Rede Nacional de Expressos". Os principais terminais rodoviários de autocarros são os de Beja, Elvas, Évora e Portalegre.
É possível fazer a viagem de Évora a Lisboa, pela Rede Nacional de Expressos/Rodoviária do Alentejo, em apenas 90 min. De base, existem catorze circulações diárias em cada sentido, acrescendo algumas circulações exclusivas aos dias úteis ou aos fins de semana, entre as 06:00 e as 22:00. Outras ligações interurbanas relevantes no distrito incluem os autocarros de ligação entre Setúbal e Évora, sobretudo nos trajetos Setúbal–Vendas Novas e Vendas Novas–Montemor–Évora.
Algumas cidades dispõem de uma rede de autocarros urbanos para o transporte público apenas na própria cidade para o centro, bairros e urbanizações, como é o caso de Elvas e Beja, neste caso através da Rodoviária do Alentejo. Noutros casos, existem redes de transportes urbanos através de empresas municipais pertencentes à Câmara Municipal, como é o caso de Portalegre. Em Évora também existe uma rede de transportes urbanos, a "Trevo". 

## Corpos policiais

### Polícia de Segurança Pública (PSP)
- Comando Distrital da PSP de Beja (inclui Esquadra da PSP, Esquadra de Trânsito, Esquadra de Investigação Criminal e Esquadra de Intervenção e Fiscalização)
- Comando Distrital da PSP de Évora (inclui Esquadra da PSP, Esquadra de Trânsito, Esquadra de Investigação Criminal e Esquadra de Intervenção e Fiscalização)
- Comando Distrital da PSP de Portalegre (inclui Esquadra da PSP, Esquadra de Trânsito, Esquadra de Investigação Criminal e Esquadra de Intervenção e Fiscalização)
- Divisão Policial de Elvas (inclui Esquadra da PSP, Esquadra de Trânsito, Esquadra de Investigação Criminal e Esquadra de Intervenção e Fiscalização)
- Esquadra da PSP de Estremoz
- Esquadra da PSP de Moura

### Guarda Nacional Republicana (GNR)
- Comando Territorial da GNR de Beja (inclui Destacamento de Intervenção)
- Comando Territorial da GNR de Évora (inclui Destacamento de Trânsito, Destacamento de Intervenção e Destacamento de Ação Fiscal)
- Comando Territorial da GNR de Portalegre (inclui Destacamento de Trânsito e Destacamento de Intervenção)
- Destacamento Territorial da GNR de Almodôvar (inclui postos territoriais de Almodôvar, Castro Verde, Mértola e Mina de São Domingos)
- Destacamento Territorial da GNR de Aljustrel (inclui postos territoriais de Aljustrel, Ervidel, Ferreira do Alentejo, Garvão e Ourique)
- Destacamento Territorial da GNR de Beja (inclui postos territoriais de Alvito, Baleizão, Beringel, Cuba, Salvada, Vidigueira e Vila Alva)
- Destacamento Territorial da GNR de Elvas (inclui SEPNA, Posto de Trânsito de Elvas e postos territoriais de Arronches, Campo Maior, Monforte, Santa Eulália e Vila Boim)
- Destacamento Territorial da GNR de Estremoz (inclui Posto de Trânsito e postos territoriais de Arraiolos, Borba, Mora, Pavia, Veiros e Vimieiro)
- Destacamento Territorial da GNR de Évora (inclui postos territoriais de Azaruja, Portel, Redondo, São Manços e São Miguel de Machede)
- Destacamento Territorial da GNR de Montemor-o-Novo (inclui Posto de Trânsito de Vendas Novas e postos territoriais de Cabrela, Alcáçovas, Escoural, Lavre, São Cristóvão, Vendas Novas e Viana do Alentejo)
- Destacamento Territorial da GNR de Moura (inclui postos territoriais da Amareleja, Barrancos, Brinches, Pias, Safara, Santo Aleixo da Restauração, Serpa, Sobral da Adiça, Vila Nova de São Bento e Vila Verde de Ficalho)
- Destacamento Territorial da GNR de Reguengos de Monsaraz (inclui postos territoriais de Alandroal, Bencatel, Granja, Mourão, Santiago, São Romão, Telheiro e Vila Viçosa)
- Destacamento Territorial da GNR de Grândola (inclui Posto de Trânsito e postos territoriais de Alcácer do Sal, Azinheira de Barros, Comporta, Torrão e Troia)
- Destacamento Territorial da GNR de Portalegre (inclui postos territoriais de Alter do Chão, Cabeço de Vide, Crato, Fronteira e Gáfete)
- Destacamento Territorial da GNR de Ponte de Sôr (inclui postos territoriais de Avis, Casa Branca, Galveias, Montargil e Sousel)
- Destacamento Territorial da GNR de Nisa (inclui postos territoriais de Alpalhão, Castelo de Vide, Gavião, Marvão e Santo António das Areias)
- Destacamento Territorial da GNR de Odemira (inclui Posto de Trânsito e postos territoriais de Colos, Saboia, São Luís, São Teotónio e Vila Nova de Milfontes)
- Destacamento Territorial da GNR de Santiago do Cacém (inclui postos territoriais de Alvalade do Sado, Cercal, Ermidas do Sado, Vila Nova de Santo André e Sines)
- Destacamento de Controlo Costeiro de Sines (inclui Sub-destacamento de Controlo Costeiro de Vila Nova de Milfontes)
- Centro de Cooperação Policial e Aduaneira de Elvas (na fronteira do Caia. Inclui o SEF — Serviço de Estrangeiros e Fronteiras)
- Centro de Formação da Guarda Nacional Republicana em Portalegre

SEF ― Serviço de Estrangeiros e Fronteiras
O Alentejo está inserido na Direção Regional de Lisboa, Vale do Tejo e Alentejo com sede em Lisboa e divide-se nas seguintes delegações e postos:
- Delegação Regional de Évora
- Delegação Regional de Beja
- Delegação Regional de Portalegre
- Centro de Cooperação Policial e Aduaneira do Caia (Elvas)
- Posto de Atendimento e Fiscalização de Elvas
- Posto de Atendimento e Fiscalização do Porto de Sines
- Unidade de Apoio ao Centro de Cooperação Policial e Aduaneira de Elvas

## Consulado honorário de Espanha
O Consulado honorário de Espanha no Alentejo situa-se na Avenida Conde de Cantanhede, na cidade de Elvas e tem jurisdição nos distritos de Beja, Castelo Branco, Évora e Portalegre. O cônsul honorário é o Comendador Rui Nabeiro, proprietário da empresa Delta Cafés.

## Poder judiciário
O distrito judicial de Évora tem jurisdição no Alentejo, Algarve e parte do Centro.
- Tribunal da Relação de Évora (Central do Distrito Judicial)
- Tribunal Judicial de Évora
- Tribunal Judicial de Beja
- Tribunal Judicial de Elvas
- Tribunal Judicial de Portalegre

## Aeroporto

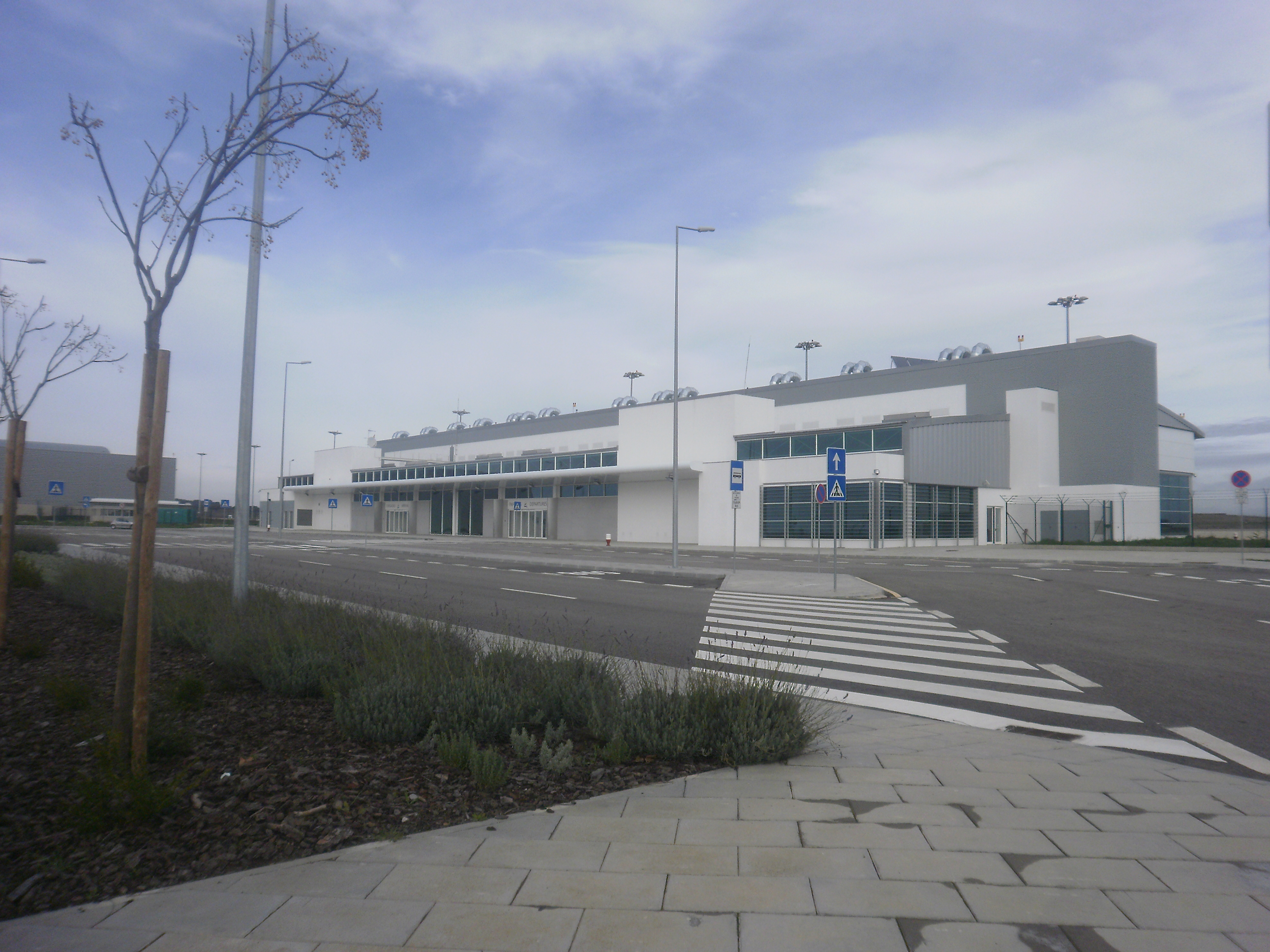
Aeroporto de Beja

Aeroporto de Beja, situado na cidade de Beja. Foi inaugurado em 2009 para servir o Baixo Alentejo e o Alentejo Central.
- Base Aérea Militar de Beja
- Aeródromo Municipal de Beja
- Aeródromo Municipal de Évora
- Aeródromo Municipal de Ponte de Sôr
- Aeródromo Municipal de Sines

As populações das sub-regiões do Alto Alentejo e Alentejo Litoral são servidas pelo Aeroporto Internacional da Portela em Lisboa. Também na zona de Elvas, há quem opte pelo Aeroporto de Badajoz e/ou pelo Aeroporto Internacional de Madrid, pela proximidade e diferença de preços. 